# Alceste Catella
Alceste Catella (Tavigliano, 5 maggio 1942) è un vescovo cattolico italiano, dal 31 luglio 2017 vescovo emerito di Casale Monferrato.

## Biografia
Nasce a Tavigliano, in provincia e diocesi di Biella, il 5 maggio 1942.

### Formazione e ministero sacerdotale
Dopo le scuole elementari, entra nel seminario minore di Biella e poi in quello maggiore, dove percorre tutto il cammino formativo.
Il 26 giugno 1966 è ordinato presbitero dal vescovo di Biella Carlo Rossi.
Dopo l'ordinazione è vicario parrocchiale a Tollegno, dal 1966 al 1969; animatore e insegnante nel seminario diocesano, dal 1969 al 1974.
Perfeziona gli studi a Padova, presso l'istituto di liturgia pastorale di santa Giustina, dove consegue la licenza, nel 1977 e a Roma, presso l'istituto liturgico sant'Anselmo, dove, nel 1984, ottiene la licenza in teologia e il dottorato in liturgia, dal 1974 al 1977.
Ritorna in diocesi dove è insegnante di liturgia nel seminario di Biella e alla Facoltà teologica dell'Italia settentrionale, dal 1977 al 1978; docente presso l'istituto di liturgia pastorale santa Giustina, dal 1978 al 2001; parroco di Rialmosso di Quittengo, dal 1980 al 2000; preside dell'istituto di liturgia pastorale santa Giustina, dal 1992 al 2000; canonico della cattedrale di Biella, dal 1993 al 2008; vicepresidente dell'associazione professori e cultori di liturgia, dal 1998 al 2002; rettore del santuario di Oropa, dal 2000 al 2008; presidente del capitolo dei canonici della cattedrale di Biella e vicario generale, dal 2002 al 2008. Dal 2003 è prelato d'onore di Sua Santità. Svolge, inoltre, l'ufficio di segretario regionale della commissione liturgica del Piemonte e di direttore della commissione liturgica diocesana e responsabile della commissione di arte sacra della diocesi di Biella. Cura diverse pubblicazioni e collabora alla Rivista Liturgica.

### Ministero episcopale
Il 15 maggio 2008 papa Benedetto XVI lo nomina vescovo di Casale Monferrato; succede a Germano Zaccheo, deceduto il 20 novembre 2007. Il 29 giugno successivo riceve l'ordinazione episcopale, nella cattedrale di Biella, dal cardinale Severino Poletto, arcivescovo metropolita di Torino, co-consacranti l'arcivescovo metropolita di Vercelli Enrico Masseroni e il vescovo di Biella Gabriele Mana. Il 7 settembre seguente prende possesso della diocesi, nella cattedrale di sant'Evasio; con lui concelebrano Enrico Masseroni, Gabriele Mana e Benoît Comlan Messan Alowonou.
Il 25 maggio 2010 nel corso dei lavori dell'assemblea generale della Conferenza Episcopale Italiana è nominato presidente della commissione episcopale per la liturgia, entrando a far parte del consiglio permanente per il quinquennio seguente.
L'11 ottobre 2012, dopo che il 18 e 19 novembre 2011 il Comité Médical International di Lourdes ha dichiarato che la guarigione di suor Luigina Traverso è inspiegata allo stato attuale delle conoscenze scientifiche, monsignor Catella afferma che "la guarigione di suor Luigina Traverso è miracolosa e deve essere attribuita all'intercessione della Beatissima Vergine Maria Immacolata". È il 68° miracolo di Lourdes ad essere riconosciuto.
Il 31 luglio 2017 papa Francesco accoglie la sua rinuncia, presentata per raggiunti limiti d'età, al governo pastorale della diocesi di Casale Monferrato; gli succede Gianni Sacchi, fino ad allora vicario generale di Biella e parroco a Vigliano Biellese. Rimane amministratore apostolico della diocesi fino all'ingresso del successore, avvenuto il 29 ottobre seguente. Da vescovo emerito si ritira a Biella, mentre dal 12 ottobre 2024 risiede presso la casa del clero di Casale Monferrato.

## Genealogia episcopale
La genealogia episcopale è:
- Cardinale Scipione Rebiba
- Cardinale Giulio Antonio Santori
- Cardinale Girolamo Bernerio, O.P.
- Arcivescovo Galeazzo Sanvitale
- Cardinale Ludovico Ludovisi
- Cardinale Luigi Caetani
- Cardinale Ulderico Carpegna
- Cardinale Paluzzo Paluzzi Altieri degli Albertoni
- Papa Benedetto XIII
- Papa Benedetto XIV
- Cardinale Enrico Enriquez
- Arcivescovo Manuel Quintano Bonifaz
- Cardinale Buenaventura Córdoba Espinosa de la Cerda
- Cardinale Giuseppe Maria Doria Pamphilj
- Papa Pio VIII
- Papa Pio IX
- Cardinale Alessandro Franchi
- Cardinale Giovanni Simeoni
- Cardinale Antonio Agliardi
- Cardinale Basilio Pompilj
- Cardinale Adeodato Piazza, O.C.D.
- Cardinale Sebastiano Baggio
- Cardinale Anastasio Alberto Ballestrero, O.C.D.
- Cardinale Severino Poletto
- Vescovo Alceste Catella

## Araldica
| Stemma | Blasonatura |
| ------ | --- |
|        | Inquartato: al 1º d'argento alla rosa di rosso, fogliata di verde; al 2º di rosso al libro aperto d'argento, da cui pendono due segnacoli, uno di verde e uno di azzurro; al 3º di rosso al pane spezzato al naturale; al 4º d'argento, al galletto rivoltato al naturale. Ornamenti esteriori da vescovo. Motto: Misericordias Domini cantabo (Salmi 89,2). |

## Opere
- Alceste Catella, L'immagine della Chiesa nella liturgia gallicana, Tip. SABE, 1986.
- Alceste Catella e Gianni Cavagnoli, Le preghiere eucaristiche. Analisi dei contenuti e indicazioni catechistiche, San Paolo Edizioni, 1989, ISBN 978-88-215-1707-5.
- Alceste Catella, La liturgia romana al di qua e al di là delle Alpi, in Rivista Liturgica 79 (1993), pp. 443-462
- Alceste Catella (a cura di), Amen Vestrum. Miscellanea di studi liturgico-pastorali in onore di P. Pelagio Visentin O.S.B., Edizioni Messaggero Padova, 1994, ISBN 978-88-250-0436-6.
- Alceste Catella e Giordano Remondi, Celebrare l'unità del Triduo Pasquale. Il triduo oggi e il Prologo del Giovedì Santo, LDC, 1994, ISBN 88-01-10375-1.
- Alceste Catella e Giordano Remondi, Celebrare l'unità del Triduo Pasquale. Venerdì Santo: la luce del Trafitto e il perdono del Messia, LDC, 1995, ISBN 88-01-10592-4.
- Alceste Catella, Si pastores sumus gregi dominico spiritalia pascua debemus. Predicare e celebrare: principali doveri del pastore d'anime secondo Cesario di Arles (470-542), in Fortissima Proles Ecclesiae. Miscellanea Hagiografica-Liturgica-Historica Réginald Grégoire O.S.B. XII lustra complenti oblata, Trento, Civis, 1966, pp. 59-77
- Alceste Catella, L'evoluzione dei modelli rituali della liturgia di Ordinazione, in: Le liturgie di Ordinazione, CLV, 1996, pp. 13-67
- Alceste Catella (a cura di), L'omelia: un messaggio a rischio, Edizioni Messaggero Padova, 1996, ISBN 978-88-250-0573-8.
- Alceste Catella, Il cultuale e l'economico nella storia della liturgia, in Rivista Liturgica 84 (1997), pp. 221-237
- Alceste Catella, L'evento liturgico: la salvezza qui e ora, in A.N. Terrin (cur.), Liturgia e incarnazione, Padova, EMP, 1997, pp. 225-249
- Alceste Catella, Te martyrum candidatus laudat exercitus. Gli inni dei martiri nella liturgia medievale, in R. Grégoire (cur.) L'Anaunia e i suoi martiri. XVI centenario dei Martiri di Anaunia, Trento, Civis, 1997, pp. 241-273
- Alceste Catella, Testo-celebrazione-cultura. La lezione della storia. in Rivista Liturgica 85 (1998), pp. 853-864
- Alceste Catella, Teologia della liturgia, in: A. Chupungcp (cur.), Scientia Liturgica. Manuale di Liturgia. II: Liturgia fondamentale, Casale Monferrato, Piemme, 1998, pp. 17-45 [trad. inglese: Theology of the Liturgy, in A. Chupungco (cur.), Handbook for Liturgical Studies, II: Fundamental Liturgy, Collegeville, The Liturgical Press, 1998, pp. 3-28]
- Alceste Catella e Rinaldo Fabris, Guidami nella tue vie. Anno A, EDB, 1998, ISBN 978-88-10-40676-2.
- Alceste Catella e Giordano Remondi, Celebrare l'unità del Triduo Pasquale. Una Veglia illuminata dall'Assente, LDC, 1998, ISBN 88-01-00775-2.
- Alceste Catella e Rinaldo Fabris, Guidami nella tue vie. Anno B, EDB, 1999, ISBN 978-88-10-40680-9.
- Alceste Catella e Andrea Grillo, Indulgenza. Storia e significato, San Paolo Edizioni, 1999, ISBN 978-88-215-4020-2. [edizione riveduta 2015]
- Alceste Catella, Apocalittica e liturgia: celebrare il tempo della fine, in A.N. Terrin (cur.), Apocalittica e liturgia del compimento, EMP-Padova 2000, pp. 343-358
- Alceste Catella, La festa di Natale: un caso riuscito di "inculturazione"?. Lo studio storico-liturgico come contributo ad una "storia teologica della Chiesa", in J. Driscoll (cur.), "Imaginer la théologie catholique", permanence et transformations de la foi en attendant Jésus-Christ. Mélanges offerts à Ghislain Lafont (=Studia Anselmiana, 129), Roma, 2000, pp. 465-486
- Alceste Catella, La Riconciliazione, in: A. Grillo-M. Perroni-P.R. Tragan (edd.), Corso di teologia Sacramentaria. 2. I sacramenti della salvezza, Brescia, Queriniana, 2000, pp. 309-356
- Alceste Catella e Rinaldo Fabris, Guidami nella tue vie. Anno C, EDB, 2000, ISBN 978-88-10-40686-1.
- Alceste Catella, Movimento liturgico in Italia, in: D. Sartore-A,M. Triacca-C. Cibien (a cura di), Liturgia, Cinisello Balsamo, Edizioni S. Paolo, 2001, pp. 1293-1300
- A. Catella, Eucaristia, in: G. Barbaglio-G. Bof-S. Dianich (a cura di), Teologia, Cinisello Balsamo, Edizioni S. Paolo, 2002, pp. 621-643
- Alceste Catella, La Vergine bruna di Oropa, San Paolo Edizioni, 2002, ISBN 978-88-215-4732-4. [edizione riveduta 2019]
- Alceste Catella. Il culto di S. Luca e degli apostoli nella liturgia latina, in S. Luca Evangelista testimone della fede che unisce. Atti del Congresso Internazionale, Padova 16-21 ottobre 2000. III. Ecumenismo, tradizioni storico-liturgiche, iconografia e spiritualità, a cura di F.G.B. Trolese (= Fonti e ricerche di Storia Ecclesiatica Padovana, XXX), Padova, Istituto per la Storia Ecclesiastica Padovana, 2004, pp. 245-272
- Alceste Catella, Ferdinando Dell'Oro, Aldo Martini e Fabrizio Crivello, Liber sacramentorum Paduensis: Padova, Biblioteca capitolare, cod. D 47, Centro Liturgico Vincenziano Edizioni Liturgiche, 2005, ISBN 88-7367-039-3.
- Alceste Catella, La liturgia nel XX secolo. Prospettive di ricerca, in F. Trolese (cur.), La liturgia nel XX secolo. Un bilancio, Padova, EMP, 2006, pp. 131-170
- Alceste Catella, La liturgia delle Ore, in Celebrare il mistero di Cristo. III: La celebrazione e i suoi linguaggi, Roma, CLV, 2012, pp. 259-321
- Alceste Catella, Il vescovo santificatore del suo popolo, in Duc in altum. Pellegrinaggio alla tomba di San Pietro. Incontro di riflessione - Roma 10-19 febbraio 2013, LEV, s.d., pp. 33-47
- Alceste Catella, Omelie - Si pastores sumus gregi dominico spiritalia pascua debemus (Cesario di Arles, sermones 1,9), Casale Monferrato, Portalupi Editore, 2022.
- Alceste Catella, Figli di una regina. Ruminationes di un vecchio rettore, in: D. Craveia - P. Sorrenti (cur.), Venti pensieri da antiche poesie. Per la V centenaria incoronazione della Madonna di Oropa. 21 agosto 2021, Torino, Daniela Piazza Editore, 2022, pp. 5-17
- Alceste Catella, Interpretare "Sacrosanctum Concilium". Genesi-Mentalità-Redazione, Biella, 2023.